# 1198

## Починали
- 10 декември – Авероес, арабски философ